# Gasny
Gasny är en kommun i departementet Eure i regionen Normandie i norra Frankrike. Kommunen ligger i kantonen Écos som tillhör arrondissementet Les Andelys. År 2022 hade Gasny 3 080 invånare.

## Befolkningsutveckling
Antalet invånare i kommunen Gasny
Referens:INSEE